# Ibrahim Koroma
Ibrahim Koroma (Freetown, 17 maggio 1989) è un ex calciatore sierraleonese, di ruolo difensore.

## Carriera

### Club
Durante la sua carriera ha giocato con vari club svedesi, tra cui Motala (in terza e quarta serie), Trelleborg (in Allsvenskan e Superettan), Varberg (in Superettan) e Husqvarna (in terza serie).

### Nazionale
Vanta varie presenze con la maglia della nazionale sierraleonese, con la cui maglia ha esordito nel 2007.

## Palmarès

### Club

#### Competizioni nazionali
- Sierra Leone National Premier League: 1

Kallon: 2007
- Lamar Hunt U.S. Open Cup: 1

D.C. United: 2008
- Atlantic Cup: 1

D.C. United: 2008